# Каппелен, Андреас Зейер
Андреас Зейер Каппелен (31 января 1915, Ванк, Хедмарк, Норвегия — 2 сентября 2008, Ставангер, Норвегия) — норвежский политический деятель, бывший министр иностранных дел Норвегии (1971—1972).

## Биография
Получил юридическое образование.
В 1947—1957 гг — на различных прокуроских должностях в Ставангере.
В 1957—1958 и в 1966—1967 гг. — главный финансовый уполномоченный Ставангера.
В 1958—1963 гг. — министр по вопросам местного самоуправления.
В 1963 г. (с перерывом) и в 1963—1965 гг. — министр финансов Норвегии.
В 1967—1969 гг. — окружной судья Ставангера.
В 1969—1981 гг. — главный окружной судья Ставангера.
В 1971—1972 гг. — министр иностранных дел Норвегии.
В 1979—1980 гг. — министр юстиции.